# تركي بن سلطان بن عبد العزيز آل سعود
الأمير تركي بن سلطان بن عبد العزيز آل سعود (6 أكتوبر 1959 - 25 ديسمبر 2012)، هو أحد أبناء الأمير سلطان بن عبد العزيز آل سعود من زوجته الأميرة منيرة بنت عبد العزيز بن مساعد بن جلوي آل سعود، كان نائباً لوزير الثقافة والإعلام للشؤون الإعلامية والمشرف العام على القنوات الرياضية السعودية.

## التعليم
أكمل الأمير تركي بن سلطان بن عبد العزيز آل سعود دراسته الجامعية سنة 1400 هـ / 1401 هـ الموافق 1980 / 1981 وتخرج من جامعة الملك سعود في مدينة الرياض تخصص إعلام بدرجة ممتاز مع مرتبة الشرف الأولى. واصل تعليمه العالي في الولايات المتحدة الأمريكية في جامعة سيراكيوز بولاية نيويورك وحصل على درجة الماجستير في مجال الإعلام الدولي و نظراً لتفوقه حصل على مدة تدريب عملي لمدة سنة في محطة التلفزيون الأمريكية سي بي إس ممثلاً لولاية نيويورك وكان ذلك عام 1402 هـ / 1982.

## الخبرات العملية
- في 23 رمضان 1402 هـ الموافق 1982 عُيّن مشرفاً على إدارة الصحافة في وكالة الإعلام الخارجي بوزارة الإعلام بالمرتبة الثامنة.
- في 25 محرم 1406 هـ الموافق 1986 عُيّن مستشاراً إعلامياً بوكالة الإعلام الخارجي بوزارة الإعلام بالمرتبة العاشرة.
- في 7 رمضان 1410 هـ الموافق 1990 عُيّن وكيلاً مساعداً للتخطيط والدراسات بوزارة الإعلام بالمرتبة الرابعة عشرة.
- في 17 جمادى الأولى 1416 هـ الموافق 1996 تم تكليفه بالقيام بأعمال وكالة الوزارة للإعلام الخارجي بالمرتبة الخامسة عشرة.
- في 24 شعبان 1416 هـ الموافق 1996 عُيّن وكيلاً لوزارة الإعلام للإعلام الخارجي بالمرتبة الخامسة عشرة.
- في 6 ربيع الأول 1422 هـ صدر الأمر السامي الملكي بتعيينه مساعداً لوزير الإعلام بالمرتبة الممتازة.
- في 6 ربيع الأول 1426 هـ صدر الأمر السامي الملكي بالتمديد له مساعداً لوزير الثقافة والإعلام لمدة أربع سنوات.
- في 6 ربيع الأول 1430 هـ صدر الأمر السامي الملكي بالتمديد له مساعداً لوزير الثقافة والإعلام لمدة أربع سنوات.
- في 2 شوال 1430 هـ تم تكليفه بالإشراف على القنوات الرياضية السعودية وتطويرها.

### مشاركات الداخلية
ترأس عدداً من اللجان بوزارة الإعلام في كثير من المناسبات والمؤتمرات ومنها (لجنة الحج، اليوم الوطني، مهرجان التراث والثقافة) كما ترأس اللجنة التحضيرية لتغطية احتفالات المملكة بمرور مائة عام على تأسيسها عام 1419 هـ الموافق 1999. في عام 1415 هـ الموافق 1995 صدرت الموافقة على مشروع النظام الأساسي لمؤسسة الأمير سلطان بن عبد العزيز الخيرية وتم تعيينه عضواً في مجلس الأمناء بالمؤسسة.

### المشاركات الخارجية
- رأس وفد الإعلام الخارجي في تصفيات آسيا للأولمبياد لوس أنجلوس في كل من (سنغافورة، ولوس أنجلوس) عام 1404 هـ الموافق 1984.
- ترأٌس وفد الإعلام الخارجي المشارك في تغطية معارض المملكة بين الأمس واليوم لعدة مواسم وبأكثر من دولة (فرنسا، الولايات المتحدة ، ومصر) عام 1407 هـ الموافق 1987.
- شارك في معرض المملكة في كل من (لوس أنجلوس عام 1410 هـ الموافق 1990 ، وإسبانيا عام 1412 هـ الموافق 1992).
- قام بإعداد دراسة إعلامية وتقديمها لوزراء الإعلام في دول مجلس التعاون لدول الخليج العربية في اجتماعهم الذي عقد بعد تحرير الكويت عام 1413 هـ الموافق 1993.
- رأس اجتماعات مسئولي الإعلام الخارجي بدول مجلس التعاون لدول الخليج العربية خلال الفترة من 1417 هـ الموافق 1997 وحتى عام 1420 هـ الموافق 2000.
- شارك في اجتماعات وزراء الإعلام العرب في كل من (تونس، والقاهرة عام 1418 هـ الموافق 1998).
- ترأٌس وفد المملكة للاجتماع السادس لوزراء الإعلام في دول عدم الانحياز الذي عقد في (كوالالمبور، ماليزيا) وذلك بتاريخ 20 شوال 1426 هـ الموافق 22 نوفمبر 2005.
- ترأٌس وفد المملكة لاجتماع وزراء الثقافة والإعلام الذي عُقد في (أبو ظبي، الإمارات العربية المتحدة) عام 2005.

## أسرته

### زوجته
- الأميرة جواهر بنت خالد بن تركي بن عبد العزيز آل سعود - ابنة الأميرة العنود بنت فيصل بن عبد العزيز آل سعود

### أبنائه
- الأميرة العنود بنت تركي بن سلطان بن عبد العزيز آل سعود. متزوجة من الأمير محمد بن عبد العزيز بن مشعل بن عبد العزيز آل سعود ولها من الأبناء الأميرة سارة، والأمير تركي.[2]
- الأمير عبد العزيز بن تركي بن سلطان بن عبد العزيز آل سعود. متزوج من الأميرة الجازي بنت نواف بن مساعد بن عبدالعزيز آل سعود.[3] وله من الابناء الأمير تركي

## وفاته
توفي الأمير تركي بن سلطان بن عبد العزيز آل سعود فجر يوم الثلاثاء 12 صفر 1434 هـ الموافق 25 ديسمبر 2012 إثر أزمة قلبية في مستشفى القوات المسلحة في مدينة الرياض.